# Wilhelm Wimmer
Pour les articles homonymes, voir Wimmer.
Wilhelm Wimmer, né le 9 avril 1889 à Vilsbiburg (royaume de Bavière) et mort le 15 mai 1973 à Garmisch-Partenkirchen (Allemagne), est un général aviateur allemand de la Wehrmacht.

## Biographie
Après avoir obtenu son diplôme d'études secondaires en 1909 au lycée Guillaume de Munich (de), Wilhelm Wimmer entre comme Fahnenjunker au 16e régiment d'infanterie (de) de l'armée bavaroise. De 1910 à 1911, il fréquente l'école de guerre de Munich et est ensuite promu lieutenant. Peu avant le début de la Première Guerre mondiale, il suit une formation de pilote à l'école de pilotage de Schleißheim.
En octobre 1914, il est sur le front occidental avec le Feldflug-Abteilung 4b. En avril 1916, il est nommé aide de camp de l'officier d'état-major des aviateurs à l'état-major du département de l'armée de Strantz pendant quelques mois. Il est ensuite affecté à l'Inspection bavaroise de l'aviation militaire (ILuft), où il travaille jusqu'à peu de temps avant la fin de la guerre. Pour ses réalisations, Wimmer reçoit les deux classes de la Croix de fer ainsi que l'Ordre du Mérite militaire de IVe classe avec épées. En novembre 1918, il reprend le Fliegerabteilung 294 b (artillerie) et, en décembre de la même année, il devient officier d'aviation au 1er corps d'armée royal bavarois. À partir de mai 1919, il est officier pilote au ministère des Affaires militaires de Munich (de) jusqu'à sa dissolution.
Dans l'armée de transition, il sert d'abord comme commandant de peloton et commandant adjoint de compagnie au 4e Reichswehr-Schützen-Regiment. Le 30 septembre 1920, il se retire de l'armée avec le grade de capitaine avant de rejoindre la Reichswehr en janvier 1921. Il y sert, entre autres, en tant que commandant de compagnie du 7e département (bavarois) automobile et au 19e régiment (bavarois) d'infanterie (de). En 1926, il est transféré au Ministère de la Défense du Reich (Reichswehr).
En 1929, Wilhelm Wimmer est nommé chef du groupe statistique (Wa. Prw. 8) du département des tests du bureau des armes de l'armée, où il est responsable du développement, des tests et de l'approvisionnement des avions. Il aboutit au bureau C (plus tard bureau technique) au ministère de l'Aviation du Reich en 1933, que Wimmer continue de diriger. Dans cette fonction, il joue un rôle clé dans le réarmement de la Luftwaffe. Après la mort de Walther Wever en juin 1936, Wimmer, entre-temps été promu général de division, est remplacé à la tête du bureau technique par Ernst Udet, ami personnel de Göring, et nommé Higher Fliegerkommandeur 3, basé à Dresde. Lors de la configuration du 2e Flieger-Division (temporairement 12. Flieger-Division) de son commandement en août 1938, il en reste le commandant. En février 1939, Wimmer devient commandant en chef de l'Air Force Command East Prussia, au sein duquel il participe à l'invasion de la Pologne au début de la Seconde Guerre mondiale. Après sa promotion au grade de général der Flieger, il est responsable, de mai à août 1940, de la 1re flotte aérienne (Luftflotte 1), basée à Berlin.
En août 1940, Wilhelm Wimmer succède à Kurt Pflugbeil comme commandant du district aérien Belgique-Nord de la France, poste qu'il occupe jusqu'en 1944. Après la dissolution de la Luftgau à la suite de la conquête alliée de la région, il est transféré dans la réserve du Führer (Führerreserve) en septembre 1944. Wimmer est arrêté avec plusieurs autres généraux de la Luftwaffe et traduit en cour martiale pour la retraite précipitée. En novembre 1944, cependant, il est affecté à l'état-major du commandant en chef des troupes parachutistes. Après la capitulation, Wimmer est fait prisonnier de guerre par les Alliés et est libéré en 1947.
Wimmer vit ensuite à Garmisch-Partenkirchen jusqu'à sa mort, survenue à l'âge de 83 ans.